# Szansou
A szansou (散手 sǎnshǒu) vagy más néven szanta (散打 sǎndǎ) egy kína pusztakezes harcművészet és versenysport. A mai modern változat különféle kínai harcművészetek, a kínai birkózás és a nyugati ökölvívás egyes elemeit ötvözi. A szansou sajátos szabályrendszert alkalmaz, nem zárt bokszringben folynak a küzdelmek, hanem nyitott, emelt páston (lejtaj (leitai)). A szansou a kínai rendőrök és katonák kiképzési programjának is része. A vusu keretein belül kiépítették a szansouküzdelmek szabályrendszerét és versenyfeltételeit. A Nemzetközi Vususzövetség rendszeresen rendez hivatalos szansouversenyeket.

## Története
A szansou, mint harcművészet története igen régi időkre nyúlik vissza, a versenysport maga jóval fiatalabb. 1979-ben döntött úgy a kínai kormány, hogy három egyetem közreműködésével elkezdik kifejleszteni a szansou sportváltozatát. Az első hivatalos szansouversenyt 1982 novemberében tartották Pekingben.